# Stanislav Novotný

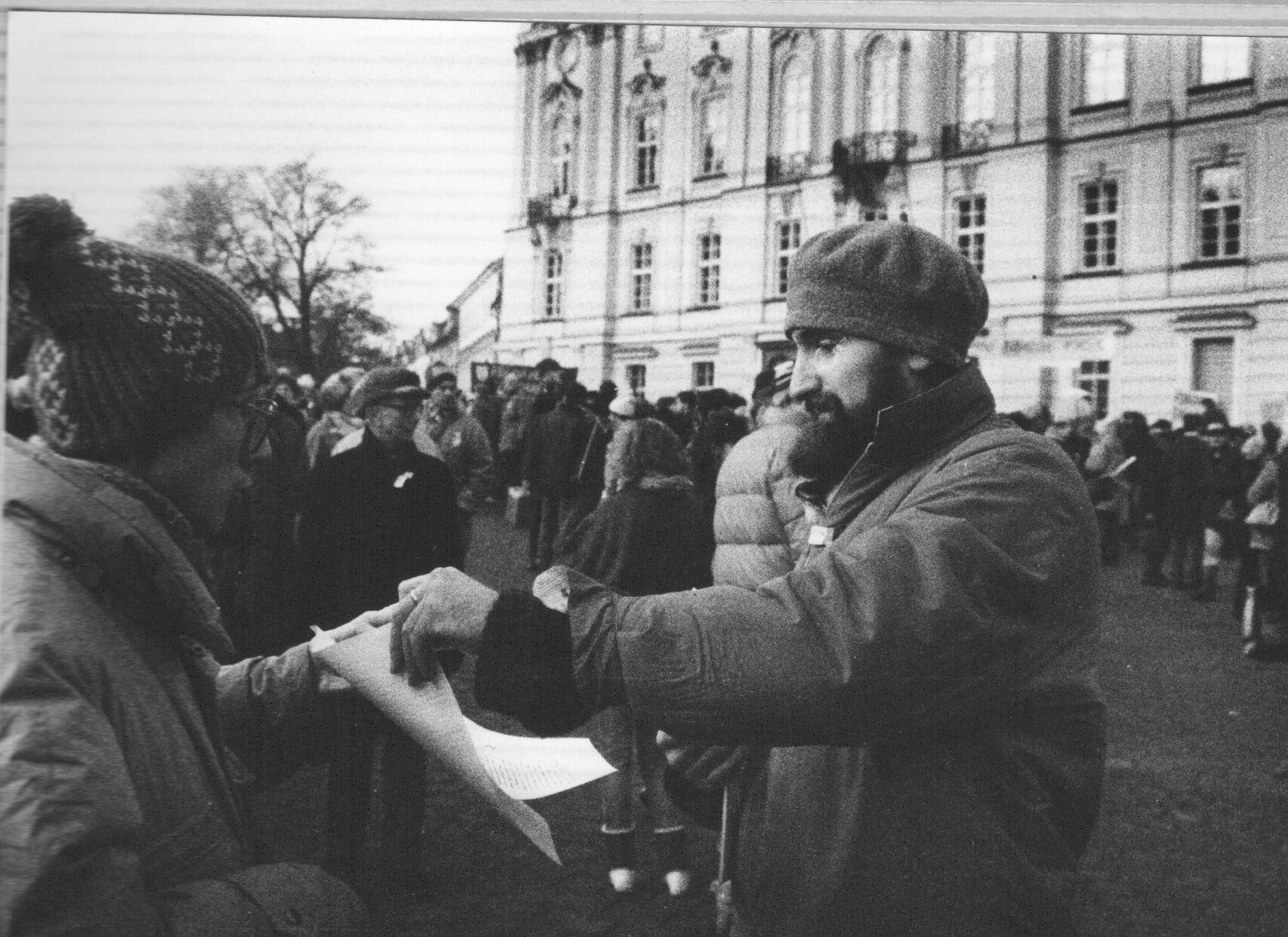
S. Novotný na Hradčanském náměstí v Praze, 12. 11. 1989

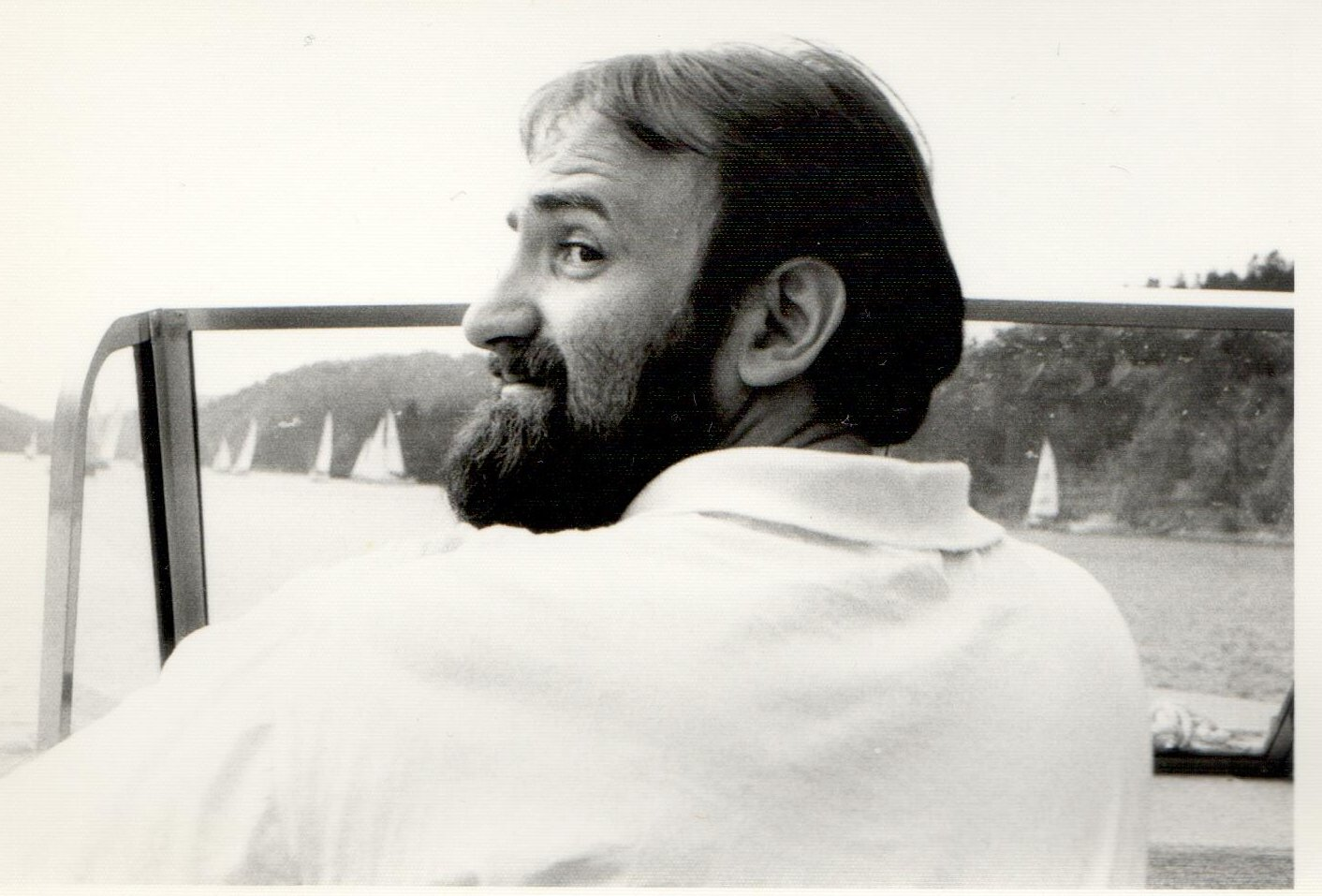
S. Novotný, policejní prezident, v roce 1994 u poříční policie Slapy

Stanislav Novotný (* 18. července 1960) je český právník, občanský aktivista, spoluzakladatel Křesťanskodemokratické strany, zakladatel Úřadu pro dokumentaci a vyšetřování činnosti StB, ředitel Úřadu vyšetřování ČR, v letech 1993–1994 policejní prezident Policie ČR, v letech 1994–2013 ředitel České křesťanské akademie. Působí jako podnikatel a publicista, od roku 2015 je předsedou Asociace nezávislých médií, která uděluje kontroverzní ocenění Krameriova cena a která sdružuje také weby považované Centrem proti terorismu a hybridním hrozbám Ministerstva vnitra za dezinformační.

## Život
Po dokončení základní školy absolvoval v letech 1975–1979 gymnázium a pokračoval studiemi na Právnické fakultě Univerzity Karlovy, která ukončil v roce 1983. Ale až do roku 1990 záměrně nevykonával právnickou profesi, aby nemusel spolupracovat s komunistickým režimem, s nímž nesouhlasil. Pracoval nejprve jako topič. Poté se stal knihovníkem ve Státní knihovně ČSR dnes Národní knihovna České republiky, kde popisoval[ujasnit] články z právnických periodik. Od roku 1987 se staral o sociálně vyloučené osoby bez přístřeší jako sanitář. Byl aktivním disidentem, autorem a spoluautorem řady provolání, petic a protestů. V Hnutí za občanskou svobodu se mimo jiné podílel na tvorbě nové Křesťanskodemokratické strany jako ustavující člen.

## Profesní život
Po Sametové revoluci 1989 vedl sekretariát Křesťanskodemokratické strany, odtud přešel na Úřad pro ochranu ústavy a demokracie, kde pracoval do konce roku 1990. V roce 1991 působil až do září na Inspekci federálního ministra vnitra jako poradce tehdejšího ministra vnitra Jána Langoše, kdy se stal náměstkem ředitele Úřad pro dokumentaci a vyšetřování zločinů StB dnes Ústav pro studium totalitních režimů, který založil. Ve stejné době byl tajemníkem Nezávislé lustrační komise, kterou vedl Jaroslav Bašta.
Od září 1992 do května 1993 vedl Úřad vyšetřování pro ČR, kde pracoval zejména na rekodifikaci trestního řádu. 12. května 1993 byl jmenován prezidentem Policie ČR. Chtěl policii očistit od lidí spjatých s mocenskými strukturami předešlého režimu, pročež se dostal do sporu s řadou vysoce postavených policejních funkcionářů. Odvolal např. ředitele pražské správy Pavla Hoffmanna, severočeského policejního ředitele Josefa Trejbala, či vyškovského ředitele Jiřího Antoše. Média také informovala o neúspěšném atentátu na Novotného. Když tehdejší ministr vnitra Jan Ruml Novotného 26. října 1994 odvolal, uváděl jako důvod právě přílišný zájem o personální změny. Přitom jeho základním úkolem v pozici bylo zastavení růstu kriminality. Ta podle statistických údajů nejen že byla za jeho působení zastavena, ale i začala klesat. Uváděna byla též údajná špatná komunikaci s náměstky ministra Rumla. Sám Novotný mluvil i o politických zájmech, neboť čelil kritice za vyšetřování členů a příznivců ODS. Ruml i jeho náměstek Fendrych byli za toto rozhodnutí kritizováni.
Byl iniciátorem vzniku Křesťanské policejní asociace (2011). První kurzy křesťanské etiky pořádal pro policisty již v roce 1993 s mezinárodním týmem policejních důstojníků. Jejich vedení, zejména Roberta Vernona, přesvědčoval o nutnosti založit mezinárodní organizaci pro výuku etiky v policii. Pointman Leadership Institute dnes působí v 55 zemích světa.
Od února 1994 do roku 2013 působil Stanislav Novotný jako ředitel České křesťanské akademie, jež se za jeho působení rozrostla z původních 13 regionálních skupin na 77. Vytvořil organizační strukturu, programový profil a zajistil finanční nezávislost této organizace.
V letech 1996–2010 byl poradcem kardinála Vlka. Působil také v řadě komisí řešící problémy vztahu státu a církve, mezináboženský dialog a také se angažoval v řadě občanských sdruženích podporujících rozvoj občanské společnosti. Byl například členem správní rady Nadačního fondu Obnova pro opravu církevních památek. Patří mezi zakladatele Informačního institutu.
Nyní[kdy?] se věnuje poradenské činnosti se zaměřením na podporu exportu a mezináboženský dialog.
Přibližně po roce 2010 vstoupil Stanislav Novotný ve známost svými vyhraněnými politickými názory.. Pozornost české veřejnosti vyvolalo zejména vystoupení 3. prosince 2019 v ruské státní televizi Rossija 1, v pořadu „60 minut“ Olgy Skabejevové a jejího manžela Jevgenije Popova. Novinář Pavel Šafr následně napsal: Stanislav Novotný se v ruské televizi zostudil, poplival své krajany a dokázal během tří minut říci zhruba deset lží. A zatímco označil spoustu Čechů za zahraniční agenty, tak já už nyní vím, jaký to má vlastně v Rusku „dobrý byznys“, o kterém mi říkal už před lety.
V prosinci 2023 mu Komunistická strana Československa udělila mezinárodní cenu Julia Fučíka Za věrnost tradicím pokrokové žurnalistiky. Ocenění „v duchu statečného a neúnavného boje za pravdu proti fašismu a represím“ je udělované těm, „kteří svou prací brání objektivitu a pravdu, informují o událostech, které jsou v současnosti záměrně ignorovány nebo dokonce potlačovány“.

### Mezinárodní přednášky
- International Prison Fellowship, Washington DC (1996)
- Chrysalis Ministries, Inc., San Clement, CA (1997)
- The University of Tennessee at Chattanooga (2000)
- Konference Law 2000: Ethics and Morality in Government, 7.-10. září 2000, World of Life Fellowship, Schroon Lake, NY (2000)

### Publicistické dílo
Od roku 1994 publikoval přes stovku článků a rozhovorů v Lidových novinách, Zemědělských novinách, Svobodném slovu, Katolickém týdeníku, Parlamentních listech nebo České pozici. Komentoval zde stav politiky, demokracie, křesťansko-sociálních postojů, úpadek české společnosti, práce policie, ukrajinskou krizi a východní politiku, ubývající svobodu slova a svobodu médií, kritizoval cenzuru, neřízenou migraci, přinášel paralely z historie Evropy a Čech. O tématech diskutoval živě v českém rozhlase a televizi i nezávislých médiích. 
Od května 2020 vyrábí Stanislav Novotný video rozhovory pod vlastní značkou „O čem se mlčí“ a publikuje je na webu ocemsemlci.cz a sociálních sítích. Tyto stránky byly zařazeny na seznam dezinformačních serverů.

## Vybrané statě
- NOVOTNÝ, Stanislav. Policie má být objektivní a nepolitická. Lidové noviny, 1994, 7(258), s. 4. ISSN 0862-5921.
- NOVOTNÝ, Stanislav. Organizovaný zločin již začíná být největším nebezpečím demokracie. Svobodné slovo, 1995, 87(214), s. 5. ISSN 0231-732X.
- NOVOTNÝ, Stanislav. Důvěryhodnost pravice. Lidové noviny, 1997, 10(304), s. 9. ISSN 0862-5921.
- NOVOTNÝ, Stanislav. Bez odvahy demokracie zanikne. In: ŽANTOVSKÝ, Petr. Hovory o médiích. Praha: Votobia, 2006. S. 186–200.
- NOVOTNÝ, Stanislav a PANENKA, Radim. Bývalý policejní prezident: Bezpečnostní složky invazi uprchlíků nezvládnou, pokud nedostanou jasné pokyny. Parlamentní listy. 30. 10. 2015.